# Barron Wilkins’ Exclusive Club
Barron Wilkins’ Exclusive Club, auch Barron Wilkins’  oder Barron’s, war ein populärer Nachtclub der späten 1910er- und frühen 1920er-Jahre im New Yorker Stadtteil Harlem und einer der zentralen Schauplätze der Harlem Renaissance, nach Ansicht von Noble Sissle der erste Ort, an dem schwarze Musiker einem wohlhabenden weißen Publikum bekanntgemacht wurden.
Der 1915 gegründete und bis in die frühen 1920er-Jahre bestehende Nachtclub Barron's Exclusive Club gehörte zu den populärsten Veranstaltungsorten in Harlem und war ein Vorläufer von später erfolgreichen Clubs wie den Cotton Club, Small’s Paradise und Connie’s Inn. Der Geschäftsmann Barron D. Wilkins eröffnete den Club in 198 West 134th Street Ecke Seventh Avenue. Zuvor hatte Wilkins, der auch Lokalpolitiker und Geldgeber schwarzer Boxer und Baseballteams war, eine Reihe von solchen Lokalen in Midtown Manhattan und Harlem geführt, darunter den Little Savoy in der West 35th Street. 
In Barron's Exclusive Club, der als Privatclub geführt wurde und formelle Abendkleidung vorsah, verkehrte ein elitäres weißes Publikum. Obwohl er sich Coloured Club nannte, wurden Afroamerikaner in der Regel nicht eingelassen, lediglich light-skinned Negroes  wie der Komiker Bert Williams oder der Boxer Jack Johnson erhielten Zutritt, wie sich Ada Smith erinnerte. Der Harlem-Renaissance-Autor Rudolph Fisher (der, weil zu schwarz, abgewiesen wurde) schrieb später, dass das Barron’s nicht einfach ein Neger-Cabaret war, sondern ein Cabaret, das von Schwarzen für Weiße betrieben wurde.

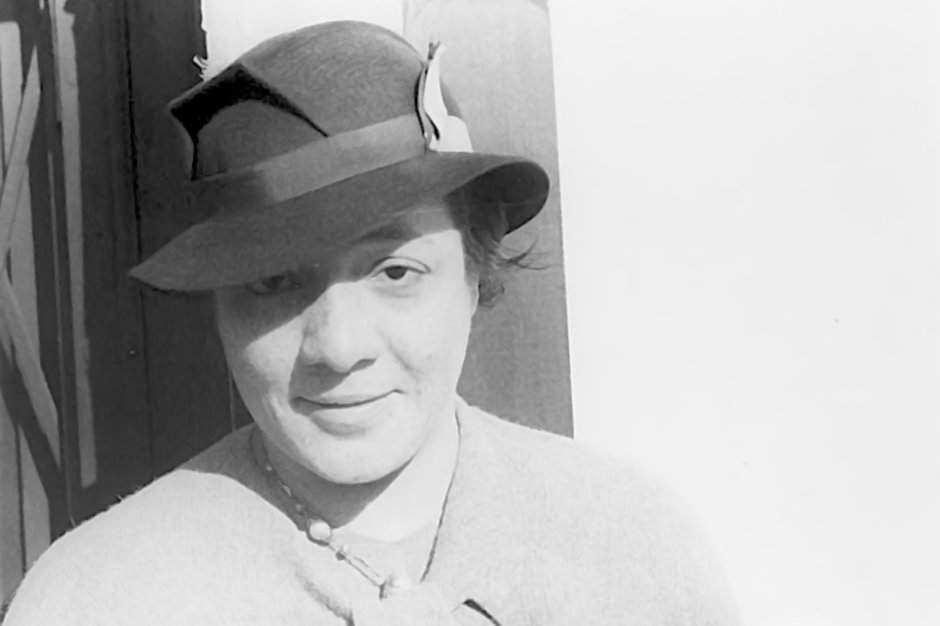
Ada Smith (1934)

Zu den regelmäßigen Gästen gehörten ein Kreis von Politikern, Künstlern und Sportlern, wie Noble Sissle, Eubie Blake, Frank Fay, Al Jolson, George Gershwin, Joan Crawford und der Gangster Jack „Legs“ Diamond. Zu den auftretenden Künstlern zählten der Pianist James P. Johnson, die Bandleader Jim Europe und Sam Wooding, die Sängerinnen Valaida Snow und Ada Smith (1922), die ihren Spitznamen Bricktop von Wilkins bekam, als er sie zuvor in Chicago sah, ferner Florence Mills. Ada Smith konnte Duke Ellington und seine Washingtonians überzeugen, von Washington, D.C. nach Harlem zu kommen und 1923 im Barron’s aufzutreten, wo sie Schlager und Hintergrundmusik spielten, bevor sie zum Kentucky Club wechselten. Im Mai 1924 wurde Wilkins im Alter von 63 Jahren von einem Gangster namens Julius Miller erschossen und der Club unter weißer Geschäftsführung für kurze Zeit weiter betrieben.
Leroy Wilkins, der ältere Bruder von Barron Wilkins, betrieb den Nachtclub Leroy’s, das im Gegenzug zum Barron’s ein rein afroamerikanisches Publikum hatte. Count Basie hatte dort seinen ersten Auftritt in Harlem.
Der Maler Charles Demuth porträtierte 1917 den Club in einem Gemälde.